# Ischnotoma (Neotipula) pectinella
Ischnotoma (Neotipula) pectinella is een tweevleugelige uit de familie langpootmuggen (Tipulidae). De soort komt voor in het Neotropisch gebied.